# Фински језик
Фински језик (suomiⓘ, фин. suomen kieli) је језик већине становника Финске (92%) и Финаца који живе ван Финске. То је званични језик у Финској, а признат је као мањински језик у Шведској. Њиме се служи око 5 милиона људи. Један је од званичних језика Европске уније.
Фински језик је члан угрофинске групе језика и убраја се у аглутинативне језике. Има репутацију језика који је веома тежак за учење, вероватно зато што нема много блиских језика. Најближи језик му је карелски, а од званичних језика других држава естонски.

## Карактеристике
У финском постоји 15 падежа, тако да у финском скоро нису потребни предлози, али послелози јесу потребни.
Богат је самогласницима, који могу бити дуги и кратки. Због тога Финци тврде да им је језик веома певљив.
Овај језик нема родове, ни чланове.
Фински је позајмио доста речи из шведског, немачког и, у последње време, енглеског. Међутим, тешко је препознати ове речи, јер су оне постале прилагођене финском језику. На пример, руска реч ложка („кашика, жлица“) је добила у финском језику облик lusikka.

## Историја
Прву стандардну форму писаног Финског језика сачинио је Микаел Агрикола, бискуп из 16. века. Правила за писање засновао је по узору на шведски, немачки, и латински. Од тад је почела да се ствара писана књижевност на финском језику.
Агрикола је превео Нови завет на фински језик (објављен 1548), при чему је створио неке нове речи. Од 8500 речи у његовом преводу, око 60% је данас у употреби.
Од 1200. до 1890. године, Финска је била саставни део шведског краљевства као источна провинција. Уговором у Пексисарију 1323. године источни део Карелије је припао Новгороду чиме је Карелија подељена на Финску и руску Карелију. У периоду заједничког живота са Шведском, фински Швеђани су били повлашћени слој народа, елита. Финци су се све време борили за право да фински, поред шведског језика, такође буде званични језик.
У Шведско-руском рату 1809. године, Финска је припојена Русији као Аутономно Велико Војводство. Финска је била под директном јурисдикцијом руског цара, са генералним гувернером у Финској као представником цара. Тек у периоду руске владавине у Финској, фински језик је постао, поред шведског, такође званични језик.
Избијањем октобарске револуције, Финска је 6. децембра 1917. године прогласила независност, а нова совјетска власт је независну Финску признала тек 4. јануара 1918. године.
Од јануара до маја 1918. године у Финској је беснео грађански рат који је завршио победом „белих“ на чијем војном челу је био будући фински маршал Карл Манерхајм. Године 1920. су нормализовали финско-руски односи потписивањем уговора у Тартуу.
У августу 1939. године, Совјетски Савез је склопио Уговор са Немачком о међусобном ненападању. Међутим, у очекивању бурних ратних збивања у Европи, Стаљин је финској влади поставио захтев за размену територија којом би граница у близини Лењинграда била повучена у Финску, а за узврат би Финска добила већу територију у Карелији, али углавном ненасељену. После дугих преговора, Финска је одбила тај захтев па је Црвена армија напала Финску у новембру 1939. године. Тако је избио финско-руски, тзв. Зимски рат, који је трајао до марта 1940. године, у коме се мала финска армија, без значајније помоћи из иностранства, успешно супротставила моћној Црвеној армији. На завршетку Зимског рата, СССР је присвојио део територије Финске на Карелијској превлаци.
Након напада Немачке на СССР, Ратно ваздухопловство Совјетског Савеза је бомбардовало финске градове, под изговором да су ту стациониране немачке снаге. Тако је почео финско-совјетски Продужени рат који је трајао до септембра 1944. године, у коме је Финска поново изгубила 10% своје територије са значајним културним центром Виборгом, као и градић-луку Петсамо са великим рудником никла и излазак на Северни ледени океан. Међутим, Финска је сачувала независност. Први послератни председник републике био је маршал Карл Манерхајм, који је и у Продуженом рату био командант финске армије.
Тако је Финска у Другом светском рату, услед несрећних околности, у тежњи да сачува своју независност и територијални интегритет, мимо своје воље и темељних националних интереса за добросуседским односима са источним суседом, а противно и интересима антихитлеровске коалиције, била увучена у сукоб са СССР-ом, водећи свој, сепаратни рат, уз помоћ Немачке у наоружању.

## Уралски народи и уралски језици
Уралским језицима, којих има 40 - у које спадају и угро-фински језици - говори се у северној Европи и у Евроазији, у областима у којима у већини живе Словени, Германи, Турци и Тунгузи. Око 24 милиона припадника уралских народа живи расуто у Феноскандинавији, у Сибиру, на Тајмирском полуострву, средњој Европи (Мађари). Данас се ти народи језички међусобно не разумеју, иако су њихови преци 7000 година п. н. е. говорили једним језиком и живели у једној заједници.
То праисторијско друштво се, међутим, не може ни етнички ни језички поистовећивати са садашњим уралским језицима и народима који су се у сложеном генетском процесу формирали после распада заједнице уралских народа.
Породица уралских језика се дијели у двије главне гране:
1. 1. У самоједску групу језика са три жива и више мртвих језика. Ту спадају:

Северна грана коју чине: ненецки, јурако-самоједски, енецки, тајго-самоједски.
Јурако-самоједским језиком говоре народи у широком појасу североистока Европе у долини реке Виене, у Сибирским областима око реке Јенисеја; укупно око 29 хиљада људи.
Највећи део народа ове гране живи у малим групама одгајања ирваса, лова и риболова. Овој групи језика је сродан јенисејско-самоједски чији говорници живе у доњем делу реке Јенисеј, углавном од риболова. Њихов број се процењује на око 300.
Најсевернији огранак уралске породице језика је језик нганасана, народа који живи од лова и риболова у најсуровијим климатским условима, на голом Тајмирском полуострву. Њихов број је око хиљаду.
Јужну грану уралских језика данас представља само један мали језик, селкупски или  остјачко-самоједски са више дијалеката који, међутим, не треба мешати са остјачким језиком из породице угро-финских језика или са другим остјачким неуралским језицима, нпр.: јенисејскоостјачким или кетским језиком у Сибиру, са око 4300 становника који претежно живе од лова и риболова.
Остјачко-самоједски народ, који броји око 4300 становника, живи у области Леденог мора који живи од риболова.
У групу јужно-самоједских народа спадају мање групе народа: камаси, карагаси, којбали, мотори, сојоти и тајиги. Језици ових малих самоједских народа су се у XX веку утопили у околне језике, монголизовала или русифицирали. Један језик из ове групе језика који се најдуже одржао је камаса језик, али је до данас практично изумро.
1. 2. Угро-финску породицу језика чини већи број језика у односу на самоједску групу уралских језика.

Угарски језици су:
1) Мађарски 
 Унутар државних граница Мађарске живи око 10 милиона становника, а ван граница Мађарске још 4 милиона Мађара.
2) и 3) Два обско-угарска језика, вогулски (мансијски) и остјачки (хантијски). 
 Вогула има око 7700, а Остјака око 21 хиљада. Ова два мала народа живе у западном Сибиру.
4) фино-пермску групу језика чине: 
 источноморски-фински, лапонски, волшки (око реке Волге), 
 фино-угарски и пермски језик.
Источноморско-фински језици су: фински, карелијски, инкеријски дијалекат, вепски, ватјачки, естонски и ливски. Фински се говори у Финској која има око 5 милиона становника, од којих је 6% грађана којима је матерњи језик шведски.
Карелијским језиком говори више група карелијског народа како у Финској, тако и у Русији, у руској Карелији и Камнијској области на северу горње Волге. Њихов број је око 146 хиљада.
Око хиљаду људи говори инкеријским језиком на јужној обали Финског залива, западно од Санкт Петербурга. Суседи Карелијаца су: Вепси (са 16400 становника који живе расути на обалама језера Ладоге, Ени (и око Белог језера).
- Ватјаци су раније насељавали јужне инкеријске области. У новије време Ватјаци се у статистици више не помињу, јер су се у Другом светском рату раселили и рачуна се да их има још само око двије хиљаде. Овај народ говори језиком који је сличан естонском и финском.
- Естонци живе у најсевернијем делу Балтика у Естонији. У Русији живи још око 1,7 милиона Естонаца.
- Ливски језик којим се говори дуж обала Летоније, изумире. Број људи који говоре овај језик је око пет стотина.
- Лапонци (око 31 хиљада) живе на северу Норвешке, Шведске, Финске и на полуострву Кола у Русији. Лапонски дијалекти су, у ствари, засебни језици. Међу њима су западнолапонски којим говоре Лапонци у Норвешкој и Шведској, са више дијалеката, јужнолапонски језик, којим говоре Лапонци јужно од реке Умаја, источнолапонски језик којим говоре Лапонци у Финској и Русији.

Групу волшких угро-финских језика чине: 
 чермишки (мари) и мордвијски - број Мордвијаца је око милион и 263 хиљаде и живе у пределима јужно од Волге. Два главна мордвијска дијалекта су Срзе и Мокша који се међусобно разликују. 
 Чермиси живе у области велике окуке реке Волге на њеној северној страни. Броји око 600 хиљада.
Пермски језици су: 
 сиријенски (коми) и вотјачки (удмурски).
Вотјака има око 704 хиљаде, а Сиријена (који живе на Уралу) око 475 хиљада. Пермијци, којих има око 153 000, чине посебну етничку групу. Пермијски језик има и свој књижевни језик.
Једина два језика из угро-финске скупине језика која су веома слична су фински и естонски, а делимично и инкеријски. Мађарски језик који се код нас често поистовећује у сличности са финским, данас нема ничег заједничког са финским. Само око 300 ријечи из та два језика указују да су у праисторији данашњи мађарски и фински језик чинили део јединственог језика уралских народа.

## Граматика

### Изговор
Фински језик има осам самогласника и тринаест сугласника. Свако слово има свој глас - као и српски језик, то јест, фински језик има фонетско писмо.
Многи фински гласови могу бити дуги и кратки. Оба гласа (дуги и кратки) имају исти квалитет, али као што сама реч каже дуги, они се изговарају продужено. Веома је важно разликовати дуге и кратке гласове због различитог значења речи, нпр.: реч kansa значи нација, а реч kanssa значи са.

### Самогласници
Фински самогласници су оштрији и снажнији од самогласника у српском језику. Они задржавају исти квалитет у свим деловима речи.
Самогласници у финском језику се могу поделити у три групе а то су: задњи самогласници, средњи самогласници и предњи самогласници. Све три групе смо поређали у следећу табелу.
| Задњи самогласници | Средњи самогласници | Предњи самогласници |
| ------------------ | ------------------- | ------------------- |
| A [a]              | E [e]               | Ä [æ]               |
| O [o]              | I [i]               | Ö [ø]               |
| U [u]              | -----               | Y [y]}-             |

Сада можете видети примере кратких и дугих самогласника:
| Самогласник | Кратки           | Дуги |
| ----------- | ---------------- | ---- |
| (реци)      | (он каже)        |      |
| (већ)       | (да)             |      |
| (сан)       | (пећ)            |      |
| (море)      | (жен. име)       |      |
| (име)       | (тако)           |      |
| (ти)        | (време)          |      |
| (глупак)    | (део Хелсинкија) |      |
| (село)      | (питати)         |      |

### Монофтонзи и дифтонзи
Фински језик обилује монофтонзима (једногласницима) и дифтонзима (двогласницима).

#### Монофтонзи
Табела са монофтонзима у финском језику.
|                        | Предњи самогласници | Предњи самогласници | Задњи самогласници | Задњи самогласници |
| нелабијализовани       | лабијализовани      | нелабијализовани    | лабијализовани     |                    |
| ---------------------- | ------------------- | ------------------- | ------------------ | ------------------ |
| Затворени самогласници | i                   | y                   |                    | u                  |
| Средњи самогласници    | e                   | ø                   |                    | o                  |
| Отворени самогласници  | æ                   |                     | ɑ                  |                    |

#### Дифтонзи
Фински језик има много дифтонга. Дифтонзи који се завршавају на I могу се наћи у било ком дифтонгу.
ai - aika (време)
 ei - seinä (зид)
oi - oikea (десно)
ui - uinti (пливање)
yi - hyi (фуј)
äi - äiti (мајка)
öi - söi (јео је)
Завршетак дифтонга на U се јавља врло ретко после првог слога.
au - sauna (сауна)
eu - neula (игла)
iu - viulu (виолина)
ou - Oulu (град у Финској)
ey - peseytyy (он се умива)
äy - täynnä (пун)
öy - pöytä (сто, астал)
У првом слогу се јављају само следећи дифтонзи.
ie - mies (човек, мушкарац)
uo - Suomi (Финска)
yö - yö (ноћ)
Друге комбинације самогласника изван дифтонга
Фински језик има велики број комбинација два самогласника који припадају различитим слоговима.
soke/a (слеп),
 pi/an (ускоро),
 apu/a (упомоћ!), 
ha/en (доносим),
 po/iki/en (дечака, генитив множине),
 kaaka/o (какао),
 vihre/ys (зеленило),
 leve/ä (широк),
 ilmi/ö (појава).
Комбинација више од два самогласника је увек подељена у два слога:
kau/an (дуже време), ai/ot (намераваш).